# 奈須崇
奈須 崇（なす たかし、1973年12月22日 - ）は、日本の小説家で喜劇俳優で劇作家。大阪府八尾市出身。門真市在住。NSC13期生（吉本総合芸能学院大阪校第13期生）。身長175cm。体重75kg。血液型：O型。

## 概要
元々は吉本興業で「G.V.」という演劇ユニットを、元ハリガネロックのユウキロック・大上、中川家の剛・礼二、元みのながの長岡・美濃、元シンドバット（のちにザ・プラン9）の鈴木・森、元おはよう。の功刀・芦澤、2丁拳銃の小堀・川谷、野性爆弾の川島・城野、次長課長の河本・井上、元はないたちの花井・館といったメンバーで活動をしていた。「G.V.」とは「グリーンベレー」の略で、必ず売れる精鋭と言う意味があった。演出は湊裕美子。 
1998年 吉本興業を離れ、シチュエーションコメディ劇団「スクエア」に入団。第22回公演までスクエアの全公演に出演するが、2007年に退団
。
2002年 「日本インターネット演劇大賞優秀新人賞」を受賞。
2005年 「釜山国際演劇祭2005」では喜劇の日本代表に選出され、日本の小劇場界で活躍する喜劇俳優として韓国放送公社テレビ番組に出演。
2008年 元ザ・プラン9で吉本興業所属のピン芸人鈴木つかさと、元スクエアの奈須崇による演劇ユニット「鈴木つかさ×奈須崇」を立ち上げ。脚本を担当し、自身も役者として出演。
2015年 「上方スピリッツ」（kinobooks キノブックス）で小説家デビュー。
2016年 「特定非営利活動法人 門真フィルムコミッション」理事長に就任
。
2016年　愛媛県今治市の関前諸島岡村島で関前諸島岡村島映画祭を発足。　
2017年　第2回関前諸島岡村島映画祭を今治市の後援事業として実施。監督作品の短編無声映画「名刀、愛媛新聞にて候！」が島の映画として特別上映される。
2018年　門真国際映画祭2018を主催。
2018年　バリ州ギャナール県 バリ日本文化交流協会より、市民団体が主体となって国際映画祭を開催したことが世界初であったため、その国際文化交流への取り組みへの功績が認められ門真フィルムコミッション理事長の奈須崇が文化功労賞を受賞。
2019年　日本政府後援の民間表彰制度「ふるさと名品オブ・ザ・イヤー」において政策奨励賞を受賞。
2019年　功績に対して門真市文化の日式典において門真市長より頌詞と賞状を賜る。
2021年　監督作品映画「門真市ゾンビ人材センター」の公開が話題となり、全国ニュースとして報道。
2021年　映画館「門真市駅高架下シアター」を運営。責任者に就任。
2021年　門真怪談フェスのプロデューサーに就任。

## 人物
柔和なルックスにもかかわらず、周到な計算により笑いを生み出していく喜劇俳優。声の高いおバカキャラを演じたと思えば、低くドスの利いた強面も平然とこなし、持前の歌唱能力の高さでミュージカル劇団の客演にも応じる演技力は、型に嵌らない多才さがある。

### 主な監督作品
- 2017年 短編無声映画「名刀、愛媛新聞にて候！」[10]
- 2018年 長編映画「あんぱん盆栽ドッチボール」[6]
- 2019年 長編映画「マイナス36度のふたり」[11]
- 2020年「おうち花見用動画『桜風景』」[6]
- 2021年 長編映画「門真市ゾンビ人材センター」[12]

### 主な演劇祭等の参加歴
- 1999年 扇町アクトトライアル'99[13]
- 2001年 第二回アトリエ劇研演劇祭[13]
- 2001年 東京国際舞台芸術フェスティバル2001リージョナルシアター・シリーズ[13]
- 2002年 KAVCチャレンジシアター'01－'02[13]
- 2002-2003年 扇町ミュージアムスクエア・Tip Collection[13]
- 2002年 よしもとrise-1シアタープレゼンツ BIG WEDNESDAY[13]
- 2002-2004年 パフォーマーin小劇場（朝日放送出演）[13]
- 2005年 釜山国際演劇祭2005（韓国）[13]
- 2005-2007年 大阪ショートプレイフェスティバル出演[13]
- 2006年 精華演劇祭[13]
- 2006年 中之島演劇祭2006[13]

## 出演

### 舞台
- G. V. 「Has Gone・・・」（1995年）
- G. V. 「Getting Together」（1996年）
- G. V. 「nothing but」（1997年）
- スクエア第5回公演 「祝福してみる」（1999年）[13]
- スクエア第6回公演 「だし」（1999年）[13]
- スクエア第7回公演 「俺のやさしさ」（2000年）[13]
- スクエア第8回公演 「けーさつ」（2000年）[13]
- スクエア月組公演 「贅沢」（2001年）[13]
- スクエア第9回公演 「泊」（2001年）[13]
- スクエア第10回公演 「俺のやさしさ」（2001年）[13]
- スクエア第11回公演 「本社イチマル」（2002年）[13]
- スクエア月組公演 「宿題」（2002年）[13]
- スクエア第12回公演 「つるつる」（2002年）[13]
- スクエア第13回公演 「ラブコメ」（2003年）[13]
- スクエア第14回公演 「打つ手なし」（2003年）[13]
- スクエア第15回公演 「嗚呼、てんやわんやの月見うどん。」（2004年）[13]
- スクエア第16回公演 「ラブコメ」（2005年）[13]
- スクエア韓国釜山公演 「釜山国際演劇祭 THE BACKSTREET SHININGS」（2005年）[13]
- スクエア第17回公演 「けーさつ」（2005年）[13]
- スクエア第18回公演 「ザ・バックストリートシャイニングス」（2005年）[13]
- スクエア第19回公演 「上方スピリッツ」（2006年）[13]
- スクエア第20回公演 「ひかげの軍団」（2006年）[13]
- スクエア第21回公演 「本社イチマル」（2007年）[13]
- スクエア第22回公演 「つるつる」（2007年）[13]
- 鈴木つかさ×奈須崇 「マイナス36度の二人」「20%大喜利」「よもぎ」（2008年）
- 鈴木つかさ×奈須崇 「スイッチ」（2008年）

### 主な客演舞台
- HEPホール提携公演「劇団とっても便利オリジナルミュージカル GOOD MOTHER」（2000年）
- よしもとrise-1シアターこけら落とし公演/大阪春の演劇まつり 25周年公演「Kansai Breaker ロケットの夏 〜Time after Time 1910」（2001年）
- 「劇団とっても便利オリジナルミュージカル京都＝東京＝大阪三都TOUR バイセクシュアルな夕暮れ」(2001年)
- 川下大洋劇 改め ゴーゴーハリケーン#02 ソフトマシーン」（2002年）
- よしもとrise-1シアター閉館公演 「アンテナ劇場。コメディエンヌNo.1」（2003年）
- 「別冊トランスパンダ＋ 三人姉妹」（2004年）
- 「伊藤えん魔総合プロデュース一心寺恐怖百物語」（2005年）
- 「ナカたナカ企画 LUCKYSTRIKE。」（2005年）
- 精華演劇祭vol.4 参加公演 「魚灯 善人の靴下」（2006年）
- 「劇団たいしゅう小説家第11回公演 無敵な男達」（2006年）

### 演出作品
- in→dependent theatre PRODUCE #7「読書÷ギブス」2005年11/24〜11/27 作 ナカタアカネ 演出 奈須崇 出演 なかた茜

### テレビドラマ
- 綾辻行人・有栖川有栖からの挑戦状(6)「安楽椅子探偵 ON AIR」放映：2006年3月3日(出題編)／10日（解決編））-伏見刑事 役

### ラジオドラマ
- NHK-FM FMシアター「迷走ランナー」原作：内藤裕敬 出演：新井浩文、仲根かすみ、ケンドーコバヤシ、奈須崇、牧野エミ 放送：2003年3月1日